# عصر البلور
عصر البلور هي رواية تمزج بين أدب المدينة الفاضلة وأدب المدينة الفاسدة، كتبها ويليام هدسون ونُشرت لأول مرة في عام 1887. وقد وُصفت الرواية بأنها «علامة بارزة في أدب الخيال العلمي»، حيث أشار البعض إلى أنها تنبأت بـ"الغموض البيئي المعاصر" الذي نشأ بعد مرور قرن من الزمن.
صدر الكتاب في البداية دون ذكر إسم المؤلف في عام 1887. وعند صدور الطبعة الثانية عام 1906، أُشير إلى اسم المؤلف وأضيفت مقدمة كتبها هدسون. وفي الطبعة الثالثة التي نُشرت عام 1916، أضيفت مقدمة جديدة بقلم كليفورد سميث.